# Romualdo Guarna
Romualdo Guarna (né  à Bénévent en Campanie, Italie, alors dans les États pontificaux, et mort vers 1135) est un cardinal italien de l'Église catholique du XIIe siècle, nommé par le pape Pascal II. Il est l'oncle du cardinal Guido di Crema (1150).

## Biographie
Le pape Pascal II le  crée  cardinal  lors du consistoire de 1112. Il est légat apostolique à Bénévent pour négocier la paix avec les vikings. En 1121 il est nommé archevêque de Salerne.
Le cardinal Guarna participe à l'élection de Gélase II en 1118 et à l'élection du pape  Honoré II en 1124. Il a été influencé en vers les chrétiens orthodoxes